# Pellouailles-les-Vignes
Pellouailles-les-Vignes is een plaats en voormalige gemeente in het Franse departement Maine-et-Loire in de regio Pays de la Loire. De plaats maakt deel uit van het arrondissement Angers.

## Geschiedenis
De gemeente maakte deel uit van het kanton Angers-Nord-Est totdat het kanton op 22 maart 2015 werd opgeheven en de gemeenten werden opgenomen in het kanton Angers-6. Op 1 januari 2016 fuseerde Pellouailles-les-Vignes en Saint-Sylvain-d'Anjou tot de huidige gemeente Verrières-en-Anjou.

## Geografie
De oppervlakte van Pellouailles-les-Vignes bedraagt 3,6 km², de bevolkingsdichtheid is 638,9 inwoners per km².
De onderstaande kaart toont de ligging van Pellouailles-les-Vignes met de belangrijkste infrastructuur en aangrenzende gemeenten.

## Demografie
Onderstaande figuur toont het verloop van het inwonertal.